# Clydonodozus curvinervis
Clydonodozus curvinervis är en tvåvingeart som beskrevs av Edwards 1931. Clydonodozus curvinervis ingår i släktet Clydonodozus och familjen småharkrankar. Inga underarter finns listade i Catalogue of Life.